# Purya Fayazi
Pourya Fayazi est un joueur iranien de volley-ball né le 12 janvier 1993 à Téhéran. Il mesure 1,95 m et joue spiker en équipe d'Iran.